# تسویوشی کیتازاوا
تسویوشی کیتازاوا (به انگلیسی: Tsuyoshi Kitazawa) بازیکن فوتبال اهل ژاپن و عضو تیم ملی فوتبال ژاپن است که در تاریخ ۰۲ ژوئن ۱۹۹۱ میلادی اولین بازی ملی‌اش را انجام داد. او در ۵۸ بازی ملی حضور داشت و آخرین بازی ملی خود را در تاریخ ۶ ژوئن ۱۹۹۹ میلادی انجام داد. تسویوشی کیتازاوا در بازی‌های ملی‌اش
۳ گل به ثمر رساند.